# Ceylonosticta
Ceylonosticta – rodzaj ważek z rodziny Platystictidae.

## Zasięg występowania
Rodzaj obejmuje gatunki występujące endemicznie na Cejlonie.

## Systematyka
Rodzaj ten wprowadził w 1931 roku Frederic Charles Fraser, w oparciu o różnice w budowie narządów analnych samców względem rodzaju Drepanosticta (użyłkowanie skrzydeł jest bowiem bardzo podobne). Jako gatunek typowy wyznaczył Ceylonosticta hilaris; oprócz niego zaliczył do rodzaju sześć gatunków – trzy podobnie jak gatunek typowy wydzielone z Drepanosticta oraz trzy nowo przez siebie opisane. Później wielu autorów synonimizowało Ceylonosticta z Drepanosticta, ale badania filogenetyczne i morfologiczne wykazały, że taksony te stanowią osobne rodzaje i nie są ze sobą blisko spokrewnione. Obecnie do Ceylonosticta zaliczane są 23 gatunki.

### Podział systematyczny
Do rodzaju należą następujące gatunki:

- Ceylonosticta adami Fraser, 1931
- Ceylonosticta alwisi Priyadarshana & Wijewardhane, 2016
- Ceylonosticta anamia (Bedjanic, 2010)
- Ceylonosticta austeni (Lieftinck, 1940)
- Ceylonosticta bine (Bedjanic, 2010)
- Ceylonosticta brincki (Lieftinck, 1971)
- Ceylonosticta digna (Hagen in Selys, 1860)
- Ceylonosticta goodalei Priyadarshana & Wijewardhane, 2018
- Ceylonosticta hilaris (Hagen in Selys, 1860)
- Ceylonosticta inferioreducta Bedjanic & Conniff, 2016
- Ceylonosticta lankanensis Fraser, 1931
- Ceylonosticta mirifica Bedjanic, 2016
- Ceylonosticta mojca (Bedjanic, 2010)
- Ceylonosticta montana (Hagen in Selys, 1860)
- Ceylonosticta nancyae Priyadarshana & Wijewardhane, 2016
- Ceylonosticta nietneri Fraser, 1931
- Ceylonosticta rupasinghe Priyadarshana & Wijewardhane, 2016
- Ceylonosticta sripadensis Sumanapala, 2025
- Ceylonosticta submontana Fraser, 1933
- Ceylonosticta subtropica Fraser, 1933
- Ceylonosticta tropica (Hagen in Selys, 1860)
- Ceylonosticta venusta Bedjanic & Conniff, 2016
- Ceylonosticta walli Fraser, 1931